# The Flower Pot Men
The Flower Pot Men (ou The Flowerpot Men) est un groupe britannique de pop des années 1960.

## Histoire
En 1967, emportés par la vague "San Franciscaine", les auteurs-compositeurs John Carter et Ken Lewis, anciens membres des groupes Carter-Lewis and the Southerners et The Ivy League (groupe), écrivent et enregistrent une chanson intitulée Let's Go to San Francisco. Elle sort en 45 tours chez Deram Records, filiale de Decca, et rencontre un grand succès au Royaume-Uni, se classant no 4 des ventes.
Comme Carter et Lewis ne souhaitent pas se produire sur scène, un groupe ad hoc est assemblé pour donner des concerts et promouvoir la chanson. Les prestations télévisuelles de l'époque se feront hélas en playback complet, ce qui sera dommageable pour la suite des évènements. La composition du groupe évolue sensiblement durant sa brève existence : il voit notamment passer dans ses rangs les futurs Deep Purple Jon Lord et Nick Simper. Cependant, les 45 tours suivants des Flower Pot Men ne rencontrent pas autant de succès que Let's Go to San Francisco, au grand dam de Deram.
Désormais mené par Tony Burrows (en) et managé par Roger Greenaway (en) et Roger Cook (en), le groupe se rebaptise White Plains en 1969.

## Discographie
- 1967 : Let's Go to San Francisco (Part 1) / Let's Go to San Francisco (Part 2)
- 1967 : A Walk in the Sky / Am I Losing You
- 1968 : A Man Without a Woman / You Can Never Be Wrong
- 1968 : Piccolo Man / Mythological Sunday (sous le nom « Friends »)
- 1969 : In a Moment of Madness / Young Birds Fly